# Golf Club Is Molas
Is Molas is een golfclub op Sardinië en ligt niet ver van Pula, ongeveer 30km vanaf het vliegveld van Cagliari.
De 18 holesbaan is in 1975 ontworpen door Cotton, Pennink & Partners, later is een 9 holesbaan toegevoegd door Franco Piras van Gary Player Design.

## Italiaans Open
Vanaf het moment dat de Europese PGA Tour werd opgericht, werd het reeds bestaande Italiaans Open op de kalender van de Tour geplaatst. In 1976 en 1982 werd het op Is Molas gespeeld. Het was toen nog een droge baan, zonder irrigatie. Er is veel veranderd, zo is er een resort omheen gebouwd met 200 huizen, een viersterrenhotel en een beachclub. In 2000 en 2001 werd de Italiaans Open wederom gehouden op Is Molas.

### Winnaars
| Jaar | Winnaar         |
| ---- | --------------- |
| 1976 | Baldovino Dassu |
| 1982 | Mark James      |
| 2000 | Ian Poulter     |
| 2001 | Grégory Havret  |

Ook de Europese Challenge Tour had een toernooi op Is Molas. Dit was in 1999 en werd gewonnen door Bradley Dredge.